# Taizhou, Zhejiang
Taizhou, äldre namnformer Haimen och Jiaojiang, är en stad på prefekturnivå i östra Kina som är belägen i provinsen Zhejiangs vid kusten mot Östkinesiska havet. Den ligger omkring 210 kilometer sydost om provinshuvudstaden Hangzhou.
Centrala Taizhou hade 366 570 invånare vid folkräkningen 2000, med totalt 5,2 miljoner invånare i hela det område, som staden omfattar.

## Administrativ indelning
Taizhou omfattar tre stadsdistrikt, två städer på häradsnivå samt fyra härad:
| Område               | Kinesiska (Hanzi) | Areal (km²) | Invånarantal 1 november 2000 |
| Stadsdistrikt        |                   |             |                              |
| -------------------- | ----------------- | ----------- | ---------------------------- |
| Huangyan             | 黄岩              | 988         | 564 120                      |
| Jiaojiang            | 椒江              | 276         | 462 846                      |
| Luqiao               | 路桥              | 274         | 464 997                      |
| Städer på häradsnivå |                   |             |                              |
| Linhai               | 临海              | 2 171       | 948 618                      |
| Wenling              | 温岭              | 836         | 1 162 783                    |
| Häraden              |                   |             |                              |
| Sanmen               | 三门              | 1 072       | 315 405                      |
| Tiantai              | 天台              | 1 426       | 407 270                      |
| Xianju               | 仙居              | 1 992       | 367 585                      |
| Yuhuan               | 玉环              | 378         | 460 091                      |
| TOTALT               |                   | 9 413       | 5 153 715                    |

Taizhous tre stadsdistrikt, som tillsammans täcker stadens storstadsområde, hade totalt 1 491 963 invånare år 2000, på en yta av 1 538 kvadratkilometer.

### Orter
Staden består inte enbart av Taizhou med närmaste omgivning, utan omfattar även flera andra stora och medelstora orter. Centrala Taizhou, som nuförtiden även omfattar Luqiao, är indelat i sju gatuområden (jiedao) som hade totalt 366 570 invånare vid folkräkningen 2000.

#### Orter med över 100000 invånare
| Ort      | Invånarantal 1 november 2000 |
| -------- | ---------------------------- |
| Taizhou  | 366 570                      |
| Zhugang  | 256 875                      |
| Huangyan | 214 003                      |
| Linhai   | 201 132                      |
| Taiping  | 145 626                      |
| Tiantai  | 106 627                      |

## Klimat
Genomsnittlig årsnederbörd är 2 144 millimeter. Den regnigaste månaden är augusti, med i genomsnitt 395 mm nederbörd, och den torraste är januari, med 73 mm nederbörd.